# Салмиш
Салми́ш (рос. Салмыш) — селище у складі Октябрського району Оренбурзької області, Росія.

## Населення
Населення — 259 осіб (2010; 164 у 2002).
Національний склад (станом на 2002 рік):
- росіяни — 68 %